# Grand Prix Francji 1938
Grand Prix Francji 1938 (oryg. XXXII Grand Prix de l'Automobile Club de France) – jeden z wyścigów Grand Prix rozegranych w 1938 roku oraz pierwsza eliminacja Mistrzostw Europy AIACR.

## Lista startowa
Na niebieskim tle kierowcy, którzy nie wzięli udziału w kwalifikacjach, lecz współdzielili samochód w czasie wyścigu
| Nr | Kierowca                | Zespół                 | Samochód           | Silnik             |   |
| -- | ----------------------- | ---------------------- | ------------------ | ------------------ | - |
| 2  | Philippe Étancelin      | Talbot-Darracq         | Talbot T150C       | Talbot S-6         | ? |
| 4  | René Carrière           | Talbot-Darracq         | Talbot T150C       | Talbot S-6         | ? |
| 10 | Eugène Chaboud          | S.E.F.A.C.             | SEFAC              | SEFAC 2x4          | ? |
| 16 | Christian Kautz         | Auto Union AG          | Auto Union C/D     | Auto Union V-12    | ? |
| 18 | Rudolf Hasse            | Auto Union AG          | Auto Union C/D     | Auto Union V-12    | ? |
| 20 | Hermann Paul Müller     | Auto Union AG          | Auto Union C/D     | Auto Union V-12    | ? |
| 22 | Jean-Pierre Wimille     | Automobiles E. Bugatti | Bugatti T59/50B3   | Bugatti S-8        | ? |
| 24 | Rudolf Caracciola       | Daimler-Benz AG        | Mercedes-Benz W154 | Mercedes-Benz V-12 | ? |
| 26 | Manfred von Brauchitsch | Daimler-Benz AG        | Mercedes-Benz W154 | Mercedes-Benz V-12 | ? |
| 28 | Hermann Lang            | Daimler-Benz AG        | Mercedes-Benz W154 | Mercedes-Benz V-12 | ? |
| Nr | Kierowca                | Zespół                 | Samochód           | Silnik             |   |

## Wyniki

### Kwalifikacje
Źródło: teamdan.com
| Poz. | Nr | Kierowca                | Konstruktor   | Czas   | Poz. s. |
| ---- | -- | ----------------------- | ------------- | ------ | ------- |
| 1    | 28 | Hermann Lang            | Mercedes-Benz | 2:39,2 | 1       |
| 2    | 26 | Manfred von Brauchitsch | Mercedes-Benz | 2:40,7 | 2       |
| 3    | 24 | Rudolf Caracciola       | Mercedes-Benz | 2:41,9 | 3       |
| 4    | 16 | Christian Kautz         | Auto Union    | 2:43,0 | 4       |
| 5    | 18 | Rudolf Hasse            | Auto Union    | 2:50,9 | 5       |
| 6    | 4  | René Carrière           | Talbot        | 2:57,0 | 6       |
| 7    | 2  | Philippe Étancelin      | Talbot        | 3:00,7 | 7       |
| 8    | 10 | Eugène Chaboud          | SEFAC         | ?      | 8       |
| 9    | 22 | Jean-Pierre Wimille     | Bugatti       | ?      | 9       |
| Poz. | Nr | Kierowca                | Konstruktor   | Czas   | Poz. s. |

### Wyścig

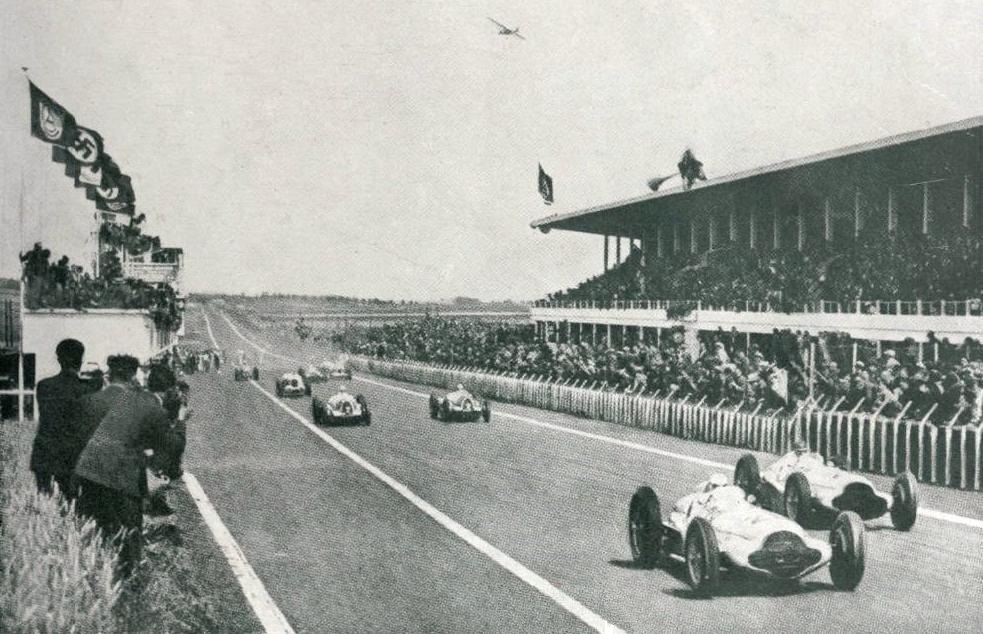
Start wyścigu

Źródło: kolumbus.fi
| P                                                     | + / – | Nr | Kierowca                | Konstruktor   | Okr. | Czas / Strata      | Komentarz |
| ----------------------------------------------------- | ----- | -- | ----------------------- | ------------- | ---- | ------------------ | --------- |
| 1                                                     | 1     | 26 | Manfred von Brauchitsch | Mercedes-Benz | 64   | 3h04:38,5          |           |
| 2                                                     | 1     | 24 | Rudolf Caracciola       | Mercedes-Benz | 64   | +1:40,8            |           |
| 3                                                     | 2     | 28 | Hermann Lang            | Mercedes-Benz | 63   | +1 okr             |           |
| 4                                                     | 2     | 4  | René Carrière           | Talbot        | 54   | +10 okr            |           |
| Niesklasyfikowani                                     |       |    |                         |               |      |                    |           |
|                                                       |       | 2  | Philippe Étancelin      | Talbot        | 38   | Silnik             |           |
|                                                       |       | 10 | Eugène Chaboud          | SEFAC         | 2    | Awaria mechaniczna |           |
|                                                       |       | 16 | Christian Kautz         | Auto Union    | 0    | Wypadek            |           |
|                                                       |       | 22 | Jean-Pierre Wimille     | Bugatti       | 0    | Wyciek oleju       |           |
|                                                       |       | 18 | Rudolf Hasse            | Auto Union    | 0    | Wypadek            |           |
| Nie wystartowali / niedopuszczeni do ponownego startu |       |    |                         |               |      |                    |           |
|                                                       |       | 20 | Hermann Paul Müller     | Auto Union    |      |                    |           |
| P                                                     | + / – | Nr | Kierowca                | Konstruktor   | Okr. | Czas / Strata      | Komentarz |

### Najszybsze okrążenie
Źródło: teamdan.com
| Nr | Kierowca     | Konstruktor   | Czas   | Okr. |
| -- | ------------ | ------------- | ------ | ---- |
| 28 | Hermann Lang | Mercedes-Benz | 2:45,1 |      |